# 李浴日

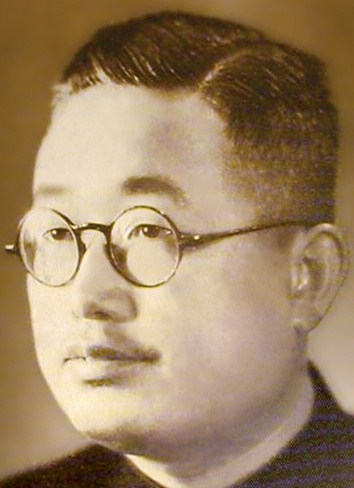
李浴日

李浴日（1908年4月12日—1955年8月7日），原名春清，又名鐵軍，廣東省海康縣人（今廣東省雷州市客路鎮後坑仔村）。是中華民國近代著名軍事學家，現代中國文人從事軍事學研究的先驅者，中國現代軍事理論體系的主要倡建者，《孫子兵法》研究第一人。與浙江蔣百里、雲南楊杰同為中國軍事學巨擘，馳名海内外。1941年於廣東曲江創辦「世界兵學社」，以“發揚中國固有兵學，介紹各國最新兵學”為宗旨，出版《世界兵學》月刊與各種兵學著述多項。個人畢生盡瘁兵學，著譯兵書12種，達160餘萬言。

## 生平經歷
- 1915年啓蒙於本縣大牛嶺某私塾，後畢業於八桂中學。
- 1926年就讀廣州廣東省立第一中學高中部，任國民黨指導員。
- 1927年廣州暴動中被共產黨拘留在東堤。
- 1928年入上海暨南大學。
- 1932年上海一二八事變 ，參加上海「抗日救國會」，被日軍逮捕問詢，拘留22天。後作《滬戰中的日獄》敍述被日軍拘留期間的亡國恥辱。上海暨南大學畢業後，返梓任教育局長。
- 1933年赴河北定縣平民教育總會調查，後留學日本。
- 1936年草成《孫子兵法之綜合研究》。
- 1937年日本中央大學畢業歸國。
- 1938年任國民黨64軍參議，於贛北前線工作。
- 1939年當選廣東省第一屆臨時參議會參議員，任廣東省政府秘書處編譯室主任。
- 1940年在浙江南潯前線參加戰鬥。
- 1941年創辦「世界兵學社」於廣東曲江，以「闡揚中國固有兵學，介紹各國最新兵學」為宗旨，自任社長。8月20日，《世界兵學》創刊號正式出刊。
- 1942年以廣東省參議員名義提案第79號〈關於提請省政府從速建築雷州特侶塘平水壩，以增糧食而利民生〉。
- 1943年與林薰南合編《兵學論叢》。
- 1944年任陸軍大學同少將教官。與軍界前輩楊傑、丁慕韓、徐培根、陳孝威、黃煥文及居浩然等發起成立「中國兵學會」。
- 1946年出任國防部政工局同少將副處長。出版李宗尉、楊立德合編的《原子彈》、戴堅中將的《中美兵學通論》、趙振宇的《中國軍備與國防》、王可襄翻譯英國哈利斯著的《交通決勝論》、史久光的《軍事哲學劄記》、廖忠國的《國防機構論》。
- 1947年任國防部政工局少將第二處副處長。成立蘇州虎丘「籌建孫子紀念亭委員會」，由李浴日、楊言昌、柯遠芬、彭戰存、齊廉、徐森、陳縱材、高植明等組成。出版葉劍雄的《軍師屬騎兵》與胡甲裏的《機械化部隊戰術》。
- 1950年由香港轉赴臺灣。
- 1951年出任《實踐》月刊總編輯。
- 1953年出任金門防衛司令部少將高級參謀兼任《戰鬥》月刊社主編、社長。
- 1955年8月7日病逝於新北永和。夫人賴瑤芝繼持「世界兵學社」，出版遺著《孫子兵法總檢討》與《中國兵學大系》。

## 著作年歷
1932年《滬戰中的日獄》上海神州國光社出版。

1934年《定縣平民教育》上海良友圖書公司出版。

1937年《孫子兵法之綜合研究》上海商務印書舘出版（1946年改名為《孫子新研究》，1950年再改名為《孫子兵法新研究》，世界兵學社出版）。

1937年《抗戰必勝計劃》上海韜略出版社出版。

1938年《空襲與防空》上海雜誌社出版。

1940年《行政的科學管理研究》廣東省新公務員月刊社出版。

1941年《閃電戰論叢》廣東省新建設出版社出版。

1941年《世界兵學月刊》世界兵學社出版（至1946年共出刊37期）。

1942年《中山戰爭論》世界兵學社出版（1948年更名為《國父戰爭理論》，1952年再名為《國父革命戰理之研究》）。

1943年《克勞塞維慈戰爭論綱要》世界兵學社出版（1947年更名為《大戰原理》，1951年再改囘原名《克勞塞維慈戰爭論綱要》）。

1943年《東西兵學代表作之研究》世界兵學社出版（1946年更名為《孫克兵學新論》，李浴日主編）。

1943年《兵學論叢》世界兵學社出版（與林薰南合編）。

1945年《兵學隨筆》世界兵學社出版。

1950年《臺灣必守鐵證》世界兵學社出版。

1952年《決勝叢書》世界兵學社出版。

1953年《戰鬥月刊》戰鬥月刊社出版（至1955年共出刊24期）。

1955年《孫子兵法總檢討》世界兵學社出版。

1957年《中國兵學大系》世界兵學社出版(原名《中國武庫》，李浴日輯）。

## 外部連結
- 李浴日紀念基金會 （页面存档备份，存于）